# 8866 Танегасіма
8866 Танегасіма (8866 Tanegashima) — астероїд головного поясу, відкритий 26 січня 1992 року.
Тіссеранів параметр щодо Юпітера — 3,164.
Названо на честь острова Танегасіма (яп. たねがしま(種子島) танеґашіма).